# بازرس کل نیروهای مسلح
بازرس کل نیروهای مسلح (لهستانی: Generalny Inspektor Sił Zbrojnych; GISZ) نهادی بود که سال ۱۹۲۶ پس از کودتای مه در جمهوری دوم لهستان تشکیل شد.
بازرس کل به صورت مستقیم به رئیس‌جمهور پاسخگو بود و در قبال مجلس یا دولت مسئولیتی نداشت. در هنگام جنگ بازرس کل فرماندهی کل قوا نیروهای مسلح لهستان را به عهده می‌گرفت.
با تهاجم آلمان به لهستان در سال ۱۹۳۹ و تشکیل جمهوری خلق لهستان پس از پایان جنگ جهانی دوم این سمت تا سال ۱۹۸۰ توسط دولت در تبعید لهستان حفظ شد.

## لیست بازرسان کل

### جمهوری دوم لهستان
| ر. | تصویر               | بازرس کل                                      | آغاز تصدی   | پایان تصدی    | طول دوران      |
| -- | ------------------- | --------------------------------------------- | ----------- | ------------- | -------------- |
| ۱  | یوزف پیلسودسکی      | مارشال اول لهستان یوزف پیلسودسکی (۱۹۳۵–۱۸۶۷)  | ۲۷ اوت ۱۹۲۶ | ۱۲ مه ۱۹۳۵ †  | ۸ سال، ۲۵۸ روز |
| ۲  | ادوارد ریدز-اشمیگوی | مارشال لهستان ادوارد ریدز-اشمیگوی (۱۹۴۱–۱۸۸۶) | ۱۲ مه ۱۹۳۵  | ۷ نوامبر ۱۹۳۹ | ۴ سال، ۱۷۹ روز |

با تهاجم آلمان به لهستان، ریدز-اشمیگوی در ۱۸ سپتامبر ۱۹۳۹ به تبعید رفت و پس از آن تمامی بازرسان کل در تبعید و بیرون از لهستان حضور داشتند.

### دولت در تبعید لهستان
| ر.  | تصویر                    | بازرس کل                                   | آغاز تصدی       | پایان تصدی      | طول دوران      |
| --- | ------------------------ | ------------------------------------------ | --------------- | --------------- | -------------- |
| ۱   | ووادیسواف سیکورسکی       | ژنرال ووادیسواف سیکورسکی (۱۹۴۳–۱۸۸۱)       | ۷ نوامبر ۱۹۳۹   | ۴ ژوئیه ۱۹۴۳ †  | ۳ سال، ۲۳۹ روز |
| ۱   | کاژمیرز سوسنکوفسکی       | ژنرال کاژمیرز سوسنکوفسکی (۱۹۶۹–۱۸۸۵)       | ۸ ژوئیه ۱۹۴۳    | ۳۰ سپتامبر ۱۹۴۴ | ۱ سال، ۸۴ روز  |
| ۳   | تادئوس کوموروسکی         | ژنرال تادئوس کوموروسکی (۱۹۶۶–۱۸۹۵)         | ۳۰ سپتامبر ۱۹۴۴ | ۲ اکتبر ۱۹۴۴    | ۲ روز          |
| –   | ووادیسواف آندرس          | ژنرال ووادیسواف آندرس (۱۹۷۰–۱۸۹۲) سرپرست   | ۲ اکتبر ۱۹۴۴    | ۵ مه ۱۹۴۵       | ۲۱۵ روز        |
| (۳) | تادئوس کوموروسکی         | ژنرال تادئوس کوموروسکی (۱۹۶۶–۱۸۹۵)         | ۵ مه ۱۹۴۵       | ۸ نوامبر ۱۹۴۶   | ۱ سال، ۱۸۷ روز |
| ۴   | ووادیسواف آندرس          | ژنرال ووادیسواف آندرس (۱۹۷۰–۱۸۹۲)          | ۸ نوامبر ۱۹۴۶   | ۱۹۵۴            | ۷–۸ years      |
| ۵   | میخال کاراشفیچ توکاچفسکی | ژنرال میخال کاراشفیچ توکاچفسکی (۱۹۶۴–۱۸۹۳) | ۱۹۵۴            | ۲۲ مه ۱۹۶۴ †    | ۹–۱۰ years     |
| ۶   | استفان دمبینسکی          | ژنرال استفان دمبینسکی (۱۹۷۲–۱۸۸۷)          | ۱۹۶۴            | ۲۷ مارس ۱۹۷۲ †  | ۷–۸ years      |
| ۷   | استانیسواو کوپاینسکی     | ژنرال استانیسواو کوپاینسکی (۱۹۷۶–۱۸۹۵)     | ۱۹۷۲            | ۲۳ مارس ۱۹۷۶    | ۳–۴ years      |
| ۸   | زیگموند بوهوش شیشکا      | ژنرال زیگموند بوهوش شیشکا (۱۹۸۲–۱۸۹۳)      | ۱۹ مارس ۱۹۷۶    | ۱۹ فوریه ۱۹۸۰   | ۳ سال، ۳۳۷ روز |
| ۹   | بولسواف برونیسواف دوخ    | ژنرال بولسواف برونیسواف دوخ (۱۹۸۰–۱۸۸۵)    | ۱۹ فوریه ۱۹۸۰   | ۹ اکتبر ۱۹۸۰ †  | ۲۳۳ روز        |

با مرگ دوخ در ۹ اکتبر ۱۹۸۰ شورای نظامی تحت فرماندهی کلمنس رودنیسکی به جای بازرس کل نیروهای مسلح ایجاد گشت.

## اشارات
1. ↑  فرمانده ارتش میهنی که در هنگام قیام ورشو به عنوان بازرس کل انتخاب گشت.